# Dave Dudzinski
David Dudzinski jr., detto Dave (Elburn, 26 maggio 1992), è un cestista statunitense.

## Statistiche

### College
| Anno      | Squadra            | PG  | PT | MP   | TC%  | 3P%  | TL%  | RP  | AP  | PRP | SP  | PP   |
| --------- | ------------------ | --- | -- | ---- | ---- | ---- | ---- | --- | --- | --- | --- | ---- |
| 2010-2011 | H. Cross Crusaders | 27  | 0  | 14,0 | 54,8 | 29,4 | 61,5 | 2,8 | 0,3 | 0,1 | 0,4 | 4,6  |
| 2011-2012 | H. Cross Crusaders | 29  | 29 | 25,7 | 48,7 | 25,6 | 83,1 | 6,0 | 0,4 | 0,6 | 1,1 | 9,4  |
| 2012-2013 | H. Cross Crusaders | 30  | 29 | 29,0 | 48,3 | 34,6 | 81,7 | 6,6 | 0,8 | 0,6 | 0,9 | 15,2 |
| 2013-2014 | H. Cross Crusaders | 34  | 34 | 31,1 | 46,8 | 35,1 | 75,8 | 7,4 | 0,6 | 0,7 | 0,8 | 15,1 |
| Carriera  | Carriera           | 120 | 92 | 25,4 | 48,4 | 32,4 | 78,3 | 5,8 | 0,6 | 0,5 | 0,8 | 11,4 |

### Eurocup
| Anno      | Squadra        | PG | PT | MP   | TC%  | 3P%  | TL%  | RP  | AP  | PRP | SP  | PP   |
| --------- | -------------- | -- | -- | ---- | ---- | ---- | ---- | --- | --- | --- | --- | ---- |
| 2020-2021 | Anversa Giants | 10 | 10 | 27,2 | 50,0 | 47,1 | 76,9 | 5,5 | 1,1 | 0,2 | 0,3 | 9,6  |
| 2021-2022 | Bursaspor      | 22 | 22 | 30,7 | 55,1 | 43,1 | 80,0 | 4,7 | 1,4 | 0,8 | 0,1 | 11,5 |
| 2022-2023 | Bursaspor      | 19 | 19 | 29,0 | 54,0 | 37,5 | 76,8 | 5,5 | 1,4 | 0,8 | 0,2 | 11,3 |
| Carriera  | Carriera       | 51 | 51 | 29,4 | 53,8 | 41,9 | 77,7 | 5,2 | 1,3 | 0,7 | 0,2 | 11,0 |

## Palmarès
- Lega Baltica: 1

Siauliai: 2015-16
- Coppa del Belgio: 2

Anversa Giants: 2019, 2020